# François-Joseph Schmitt
François-Joseph Schmitt (* 1. April 1839 in Gougenheim bei Straßburg; † 19. September 1904 in Bangkok) war ein französischer römisch-katholischer Priester und Missionar der Pariser Missionsgesellschaft (MEP), der vor allem in Siam (dem heutigen Thailand) tätig war.
Schmitt trat am 21. Mai 1860 in die Gesellschaft des Pariser Missionsseminars ein und wurde am 30. Mai 1863 als Priester geweiht. Er studierte orientalische Sprachen, wie Sanskrit und Pali, und verließ Paris am 16. Juli 1863, um die Missionstätigkeit in Siam, dem heutigen Thailand zu unterstützen. Während der ersten beiden Jahre arbeitete Schmitt in Bangkok, später wurde er von Bischof Dupond nach Chachoengsao (französisch Petriou) versetzt, wo Schmitt bis an sein Lebensende überwiegend wirkte. Hier lebten meist Chinesen zusammen mit Siamesen und einigen Lao und Khmer. Die am rechten Ufer des Maenam Bangpakong (Bangpakong-Fluss) stehende Kirche bestand zunächst aus einem 1857 errichteten primitiven Holzbau. Trotz aller Probleme fand Schmitt die Zeit, seinen linguistischen Interessen nachzugehen und die lokalen Religionen, wie den Buddhismus und den Brahmanismus, zu studieren.
1869 verließ er Siam aus gesundheitlichen Gründen für kurze Zeit und wurde in Paris erfolgreich behandelt. Bei Ausbruch des Deutsch-Französischen Krieges war Schmitt bei seiner Familie in Straßburg. Nachdem die französischen Truppen nahezu geschlagen worden waren, übernahm Schmitt die Betreuung der 24.000 französischen Kriegsgefangenen nahe Dresden. 1872 kehrte er an seine alte Wirkungsstätte in Siam zurück, wo sich die Zahl der Christen inzwischen erhöht hatte. 1875 ließ er eine neue Kirche einweihen.
Frankreich hatte koloniale Interessen in Indochina. 1893 brach zwischen dem Kaiserreich und Siam ein Konflikt um das linksseitig des Mekong liegende Gebiet aus. Schmitt wurde der französischen Delegation als Dolmetscher zugeteilt und zeichnete sich dabei so sehr aus, dass ihm das Kreuz der Ehrenlegion zugesprochen wurde. Eine Herzkrankheit zwang ihn zur erneuten Rückkehr nach Europa, wo er bis zum Juni des folgenden Jahres blieb, ohne die erhoffte Heilung. Er ging wieder nach Siam, musste sich aber regelmäßigen Untersuchungen unterziehen.
Schmitt war sprachgewandt und konnte sich in zahlreichen europäischen und ostasiatischen Sprachen verständigen. Er war einer der ersten Europäer, die sich mit thailändischen Inschriften beschäftigten. Die 1904 gegründete Siam Society verlieh ihm die Ehrenmitgliedschaft.
Francois Joseph Schmitt starb am 19. September 1904 im Krankenhaus Saint Louis in Bangkok. In manchen Literaturangaben wird er als „M. Schmitt“ aufgeführt.

## Veröffentlichungen
- Inscription de la Statue de Civa Trouvée par M. Rastmann dans la Forêt qui Recouvre l'Emplacement de l'Ancienne Ville de Kampheng Phet. In: Excursions et Reconnaissances. Saigon : Imprimerie Coloniale 1885, S. 33–38.